# Melisa Döngel
Melisa Döngel (Isztambul, 1999. szeptember 18. –) török színésznő és modell. Legismertebb szerepe Deniz Çelik a Az én kis családom című sorozatban.

## Élete
1999. szeptember 18.-án született. Az Osman 
Yağmurdereli Művészeti Akadémián végzett. Karrierjét az Elif – A szeretet útján című sorozatban kezdte. Az én kis családom című sorozatban Deniz Çelik szerepét játszotta. A 2020-as Szerelem van a levegőben című sorozatban ő alakította Ceren Başar karakterét. 
Pár epizód múlva kénytelen volt kilépni a sorozatból bélproblémái miatt.
2021-ben kiderült, hogy jogi harcot vív apja ellen a nővére megőrzéséért. Gyerekként apja molesztálta, ezért börtönbe került.

## Filmográfia
| Év      | Eredeti cím        | Magyar cím               | Szerep        | Magyar hang | Első magyar adó |
| ------- | ------------------ | ------------------------ | ------------- | ----------- | --------------- |
| 2014    | Elif               | Elif – A szeretet útján  | Süreyya       | Bognár Anna | RTL Klub        |
| 2016    | Arka Sokaklar      |                          | Nil           |             |                 |
| 2016    | Hangimiz Sevmedik  |                          | Sevtap        |             |                 |
| 2018    | Bizim Hikaye       | Az én kis családom       | Deniz Çelik   | Bognár Anna | RTL Klub        |
| 2019    | Aşk Ağlatır        |                          | Cemre Balaban |             |                 |
| 2020–21 | Sen Çal Kapımı     | Szerelem van a levegőben | Ceren Başar   | Bognár Anna | RTL Klub        |
| 2021    | Sadakatsiz         |                          | fiatal Hicran |             |                 |
| 2021    | Aşk Mantık İntikam | Szerelem és más bajok    | Çağla Yılmaz  | Bognár Anna | RTL Klub        |